# Collegium Trilingue

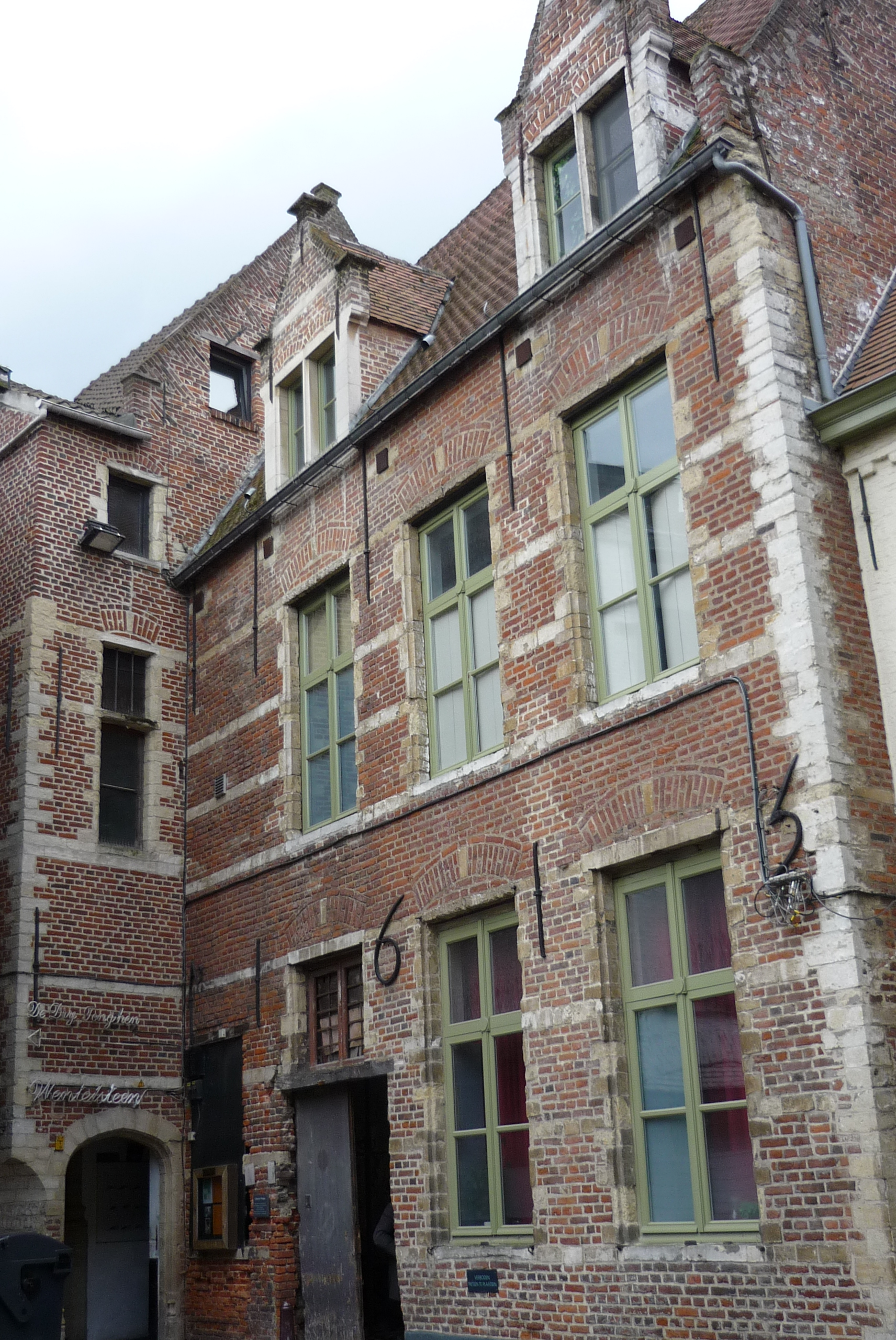
Façade actuelle du « Collegium Trilingue » à Louvain, année 2010.

Le Collegium Trilingue, Collège des Trois Langues ou aussi Collegium Trium Linguarum et Collegium Buslidianum, en néerlandais de l'époque Collegie der Dry Tonghen, appelé usuellement Dry Tonghen, était un collège académique indépendant, basé sur l'enseignement des trois langues, hébreu, grec, latin, (d'où le terme trilingue), créé par un groupe d'humanistes de l'entourage d'Érasme qui voulaient suppléer à l'enseignement jugé par eux dépassé dans le domaine des lettres de l'Université de Louvain. Il a été fondé, en 1517, grâce au mécénat de l'humaniste luxembourgeois Jérôme de Busleyden, en latin Hieronymus Buslidius.
Suivant ce modèle François Ier fonda, en 1530, le Collège royal (actuel Collège de France). Il chercha à y attirer Érasme qui déclina l'offre.

## Histoire
Le Collegium Trilingue, en fait inspiré par Érasme qui était l'ami de Busleyden, fut inauguré en septembre 1518. C'était l'un des nombreux collèges, pédagogies et fondations qui unies corporativement, mais gardant leur autonomie, et agréées par les autorités académiques, formaient cette nébuleuse qu'était l'Université des Études de Louvain (Universitas studiorum) ou l'université de Louvain qui les chapeautait. Le mot Universitas, rappelons-le, avait à l'époque toujours son sens de « corporation. »
Ce collège avait été fondé par un groupe d'humanistes qui voulaient répandre l'humanisme et le renouveau des belles-lettres qui n'étaient pas en faveur à l'Université. Ils promouvaient l'enseignement des trois langues anciennes : le latin, le grec et l'hébreu.
Certes, comme l'écrit Léon E. Halkin, « Érasme n'enseigne pas lui-même, mais il recrute les meilleurs maîtres de latin, de grec et d'hébreu. Cette tâche lui convient admirablement. Elle plaît moins à ses adversaires de la faculté de théologie qui voient s'installer en face d'eux les disciples d'Érasme, partisans d'une rénovation de la théologie par l'étude des trois langues sacrées. »
La chaire de latin n'est plus occupée après 1768 et le Collegium Trilingue, comme le reste de l'université, est aboli sous l'occupation française en 1797 ; les bâtiments ont été vendus.
Après le rétablissement de l'université en 1834, le collège ne fut jamais rétabli. Une tentative du recteur Paulin Ladeuze, au début du XXe siècle, non seulement de récupérer les bâtiments de l'université mais aussi de recréer un centre international d'humanisme, a échoué en raison des événements de la Première Guerre mondiale. Un « plan directeur » ultérieur datant des années 1970 n'a pas non plus été réalisé.

## Maîtres de latin
- 1518-1519 : Hadrianus Barlandus
- 1519-1539 : Conradus Goclenius
- 1539-1557 : Petrus Nannius
- 1557-1578 : Cornelius Valerius
- 1586-15xx : Guilielmus Huismannus
- 1606-1606 : Justus Lipsius
- 1607-1646 : Eryceus Puteanus
- 1646-1649 : Nicolaus Vernulaeus
- 1649-1664 : Bernadus Heimbachius
- 1664-1669 : Christianusa Langendonck
- 1669-1683 : Joannes Baptista Victor de Schuttelaere
- 1683-1688 : Dominicus Snellaerts
- 1683-1693 : Leonardus Gautius
- 1689-1701 : Bernardus Desirant
- 1705-1720 : Jean Francois de Laddersous
- 1730-1741 : Christianus Bombaeus
- 1722-1738 : Gerard Jean Kerckherdere
- 1741-1768 : Henri Joseph van den Steen

## Maîtres de grec
- 1518-1545 : Rutgerus Rescius
- 1545-1560 : Hadrianus Amerotius
- 1560-1578 : Theodoricus Langius
- 1578-1590 : Guilielmus Fabius
- 1591-1596 : Gerardus Corselius
- 1606-1607 : Henricus Zoesius
- 1609-1632 : Pierre Castellanus
- 1632-1643 : Pierre Stockmans
- 1643-1652 : Mathieu Theige
- 1652-1654 : Jean Normenton
- 1654-1664 : Bernardus Heymbachius
- 1664-1680 : Jean de Hamere
- 1681-1690 : Rutger van den Burgh
- 1683-1722 : Francois Martin
- 1723-1732 : Franciscus Audenaert
- 1723-1740 : Francois Claude de Guareux
- 1741-1782 : Jean-Baptiste Zegers
- 1782-1787 : Jean Hubert Joseph Leemput
- 1790-1791 : Jean-Baptiste Cypers
- 1791-1797 : Antoine van Gils

## Maîtres d'hébreu
- 1518-1519 : Mattheus Adrianus
- 1519-1519 : Robertus Wackfeldus
- 1519-1519 : Robertus Shirwodus
- 1520-1531 : Johannes Campensis
- 1532-1568 : Andreas Gennepius
- 1568-1569 : Johannes Guilielmus Harlemicus
- 1569-1577 : Petrus Pierius a Smenga
- 1612-1655 : Valerius Andreas
- 1656-1679 : Joannes Sauterus
- 1679-1704 : Jean Herrys
- 1704-1723 : Jean Guillaume van Hove
- 1726-1750 : Gilbert Joseph Hagen
- 1755-1772 : Jean-Noël Paquot
- 1774-1782 : Gerard Deckers
- 1782-1786 : Joseph Benoit de Mazière
- 1790-1797 : Étienne Heuschling, devint ensuite professeur à l'Université d'État de Louvain.